# Almabruk Mahmud Mahmud
Almabruk Mahmud Mahmud (arab. المبروك محمود محمود) – libijski sztangista, olimpijczyk.
Mahmud wystąpił na Letnich Igrzyskach Olimpijskich 1980 w kategorii do 52 kg. Z wynikiem 190 kg w dwuboju zajął przedostatnie 15. miejsce wśród zawodników sklasyfikowanych, wyprzedzając wyłącznie Brazylijczyka Durvala de Moraesa (startowało 18 sportowców). W rwaniu uzyskał 98 kg i 15. wynik ex aequo z Imade Kadro z Syrii. Podrzut zakończył rezultatem 105 kg, co dało mu ostatnią 15. pozycję w tej części turnieju ex aequo z Imade Kadro.
Uczestnik mistrzostw świata. W kategorii do 52 kg wystąpił na zawodach w 1979 roku, nie kończąc jednak dwuboju (w podrzucie osiągnął 100 kg). W 1982 roku wystartował w kategorii do 60 kg, osiągając w dwuboju 240 kg (105 kg w rwaniu i 135 kg w podrzucie). Zajął przedostatnie 18. miejsce wśród sklasyfikowanych sztangistów.